# 三菱石炭鉱業大夕張鉄道セキ1000形式セキ2形貨車

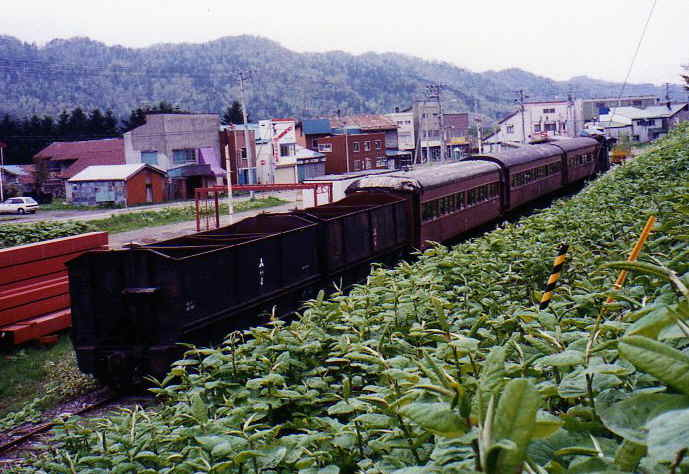
一番手前にセキ2が連結されている南大夕張駅跡/1997年

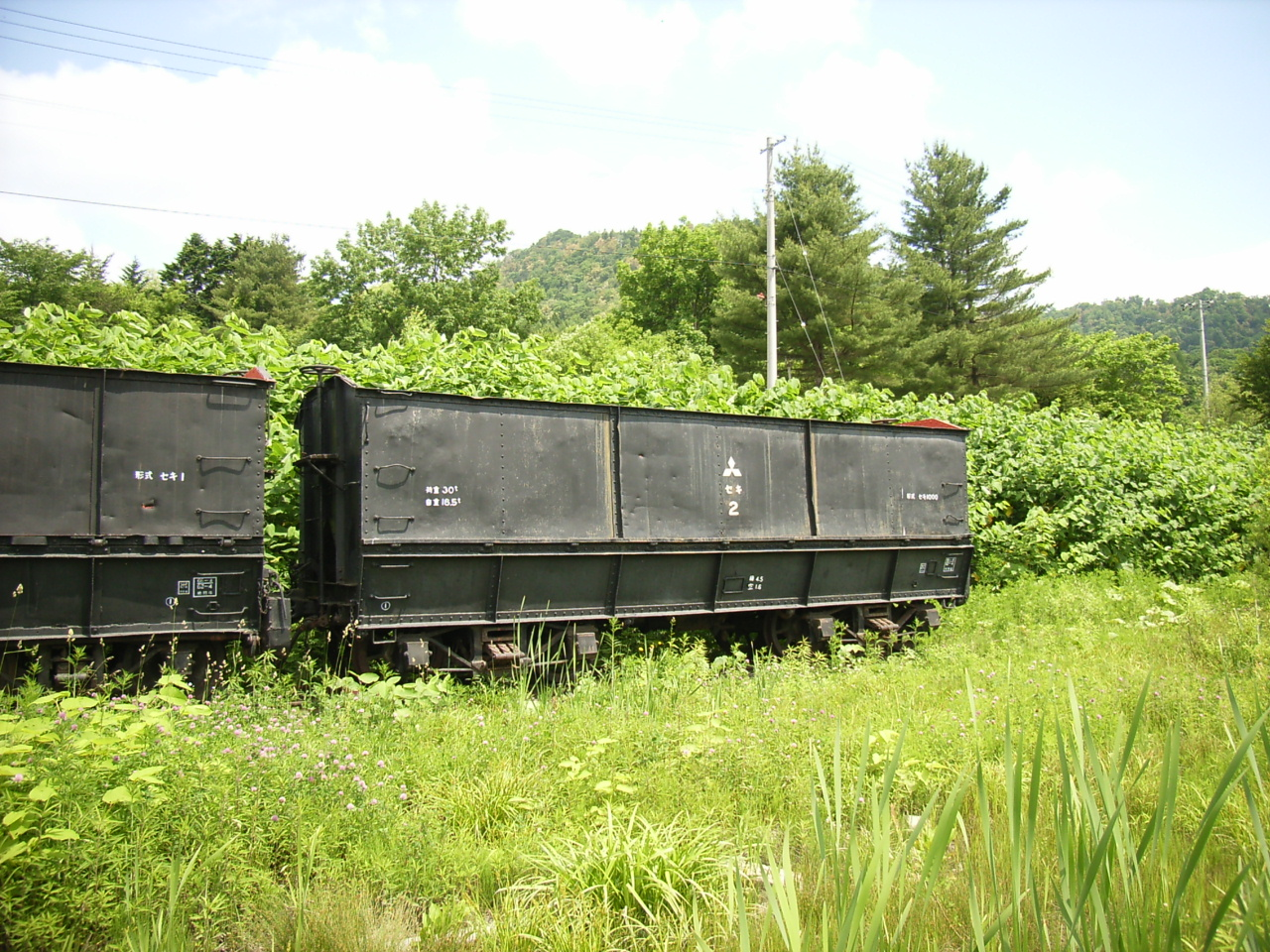
南大夕張駅跡のセキ2/2007年

三菱石炭鉱業大夕張鉄道セキ1000形式セキ2形貨車（みつびしせきたんこうぎょうおおゆうばりてつどうセキ1000けいしきセキ2がたかしゃ）は、かつて三菱石炭鉱業大夕張鉄道線で使用されていた貨車（石炭車）である。

## 概要
1934年（昭和9年）製造、日本国有鉄道セキ1000形セキ1217 → 旭川電気軌道セキ1001。旭川電気軌道に乗入中に事故を起こし、そのまま買い取られ同社のセキ1001、1954年（昭和29年）5月三菱大夕張鉄道に譲渡されセキ2になる。運炭は専ら国鉄からの乗入れの石炭車により行われていたので、セキ1と共に社線内での自己消費用石炭輸送やバラストの散布に使用された。セキ1と共に石炭車の発展を示す、貴重な車両である。

## 主要諸元
- 最大寸法：全長8,628mm、全幅2,740mm、全高3,355mm
- 自重：16.5t
- 荷重：30t

## 現状
1987年（昭和62年）の廃車後、南大夕張駅跡に置かれスハニ6などと共に夕張市に寄贈されたが、管理もされず荒廃状態にあった。1999年（平成11年）に三菱大夕張鉄道保存会が発足し、修復・整備され夏季は公開されている。また、「空知の炭鉱関連施設と生活文化」として2001年（平成13年）に北海道遺産として指定されたのに加え、2007年（平成19年）11月30日には経済産業省より近代化産業遺産として認定された。